# Нектарій (Надєждін)
Архієпископ Нектарій (в миру Микола Самойлович Надєждін; 30 листопада 1819, Моршанськ — 7 вересня 1874, Харків) — архієпископ Російської православної церкви, єпископ Харківський і Охтирський.

## Біографія
Син диякона Тамбовської губернії. Навчався в Тамбовської духовної семінарії та Київській духовній академії, де прийняв чернечий постриг.
У 1843 році після закінчення курсу був висвячений в ієромонахи і служив по духовно-навчального відомству в Києві.
У 1850 року став архімандритом і настоятелем Київського пустельного Миколаївського монастиря.
З Києва був переведений на посаду ректора Новгородської семінарії, потім — Петербурзької семінарії.
У січні 1858 року був призначений редактором журналу «Духовна Бесіда», який в 1858—1876 рр. щотижня виходив при Петербурзькій духовній семінарії.
У травні 1859 року призначений ректором Петербурзької духовної академії та [єпископом Виборзьким, вікарієм Петербурзької єпархії.
У 1860 році призначений на Нижньогородську єпископську кафедру, яку займав протягом дев'яти років. Був організатором «Братства святого Іоанна Дамаскіна».
У 1867 році возведений в сан архієпископа.
З 1 липня 1865 до 1869 року присутність в Св. Синоді, де керував комітетами для складання нових статутів духовних семінарій, жіночих єпархіальних училищ і духовних академій.
21 січня 1869 був призначений на Харківську архієпископську кафедру, яку і займав до своєї смерті.
У 1873 року за гідне служіння Церкви був нагороджений орденом святого князя Олександра Невського.
7 вересня 1874 помер і похований в усипальниці  Харківського Покровського монастиря.